# Eddagården
Eddagården er en lille gade i Haraldsgadekvarteret på Ydre Nørrebro i København. Den er en sidegade til Tagensvej (nr. to efter Jagtvej). Den løber fra Tagensvej til Fogedmarken.
Gaden er navngivet efter Eddaerne, der er en benævnelse for de gamle islandske gudesagn og slægtssagaer, der gik fra mund til mund for efterhånden at blive nedskrevet i 11- og 1200-tallet. De er de vigtigste kilder til nordisk mytologi og har inspireret mange kunstnere. Gadenavnet stadfæstedes i 1934.
Eddagården består primært af et stort bunkersanlæg med græs på, plus fem opgange og en farvehandler. På den modsatte side er der nogle ret markante ”hakkede”, solvendte vinduespartier. Gaden er opført på en gammel sandgrav, der strakte sig et godt stykke forbi Rådmandsgade og op ad Titangade. 
I 1950'erne finder man beboere i gaden som en kemigravør, en blikkenslagermester, en vognmand, en sygeplejerske, en landsretssagfører Andersen og en jord- og betonarbejder. (Nr. 1)